# Albert Town (Neuseeland)
Albert Town ist ein Ort im Queenstown-Lakes District der Region Otago auf der Südinsel von Neuseeland.

## Namensherkunft
Der Ort wurde zu Ehren von Prinz Albert, dem Gemahl von Königin Victoria (1819–1901) benannt und hieß zuvor Newcastle.

## Geographie
Albert Town liegt vier Kilometer nordöstlich von Wanaka am New Zealand State Highway 6, der in dem Ort den Clutha River/Mata-Au überquert. Östlich des Ortes mündet der Cardrona River in den Clutha River.

## Tourismus
Der Ort ist heute aufgrund der Nähe zum Lake Wānaka und den umliegenden Bergen ein beliebter Ferienort.